# Yoon Duk-joo
Yoon Duk-joo (hangeul: 윤득주) (née le 23 juin 1921 en Corée – décédée le 8 juillet 2005 en Corée du Sud) était une dirigeante sud-coréenne de basket-ball. Elle a été successivement directrice de la Fédération coréenne de basket-ball de 1952 à 1954, présidente du comité féminin de la Confédération asiatique de basket-ball (devenue FIBA Asie) de 1986 à 1996, présidente de la commission féminine de la FIBA de 1986 à 1995 et vice-présidente du Comité national olympique sud-coréen de 1993 à 1997. Elle a été intronisée pour sa contribution au basket-ball au FIBA Hall of Fame à titre posthume en 2007.